# Xã Clay, Quận Carroll, Indiana
Xã Clay (tiếng Anh: Clay Township) là một xã thuộc quận Carroll, tiểu bang Indiana, Hoa Kỳ. Năm 2010, dân số của xã này là 1.255 người.